# Stamford Hill (stacja kolejowa)
Stamford Hill – stacja kolejowa w Londynie, w dzielnicy Hackney. Stacja obsługiwana jest przez brytyjskiego przewoźnika kolejowego National Express East Anglia. W systemie londyńskiej komunikacji miejskiej, należy do trzeciej strefy biletowej. Posiada połączenia kolejowe z London Liverpool Street, Cheshunt oraz Enfield, w północnym Londynie. Pociągi kursują zazwyczaj w systemie pół godzinnym.